# Кујвијенен
Кујвијенен је имагинарно језеро у свету Џ. Р. Р. Толкина. Поред њега су се пробудили први Вилењаци, прворођена деца Илуватара. Прва ствар коју су угледали биле су звезде које је створила Варда. Тамо су живели неко време, а Мрачни Господар Мелкор је покушао да их уплаши, шаљући им сенке и зле духове. Међутим, један од Валара, Ороме, је нашао Вилењаке. Остали Валари су одлучили да нападну Мелкора и спасу Прворођене од његовог зла. Тако је Мелкор први пут заробљен и одведен у Валинор, земљу Валара.
Многи Вилењаци су убрзо напустили Кујвијенен и кренули са Оромеом у Валинор, јер су им они послали позив, мислећи да ће бити срећнији у њиховој земљи. Они Вилењаци који су остали добили су име Авари. Кроз историју Средње земље пут за Кујвијенен је заувек изгубљен, али се прича да је био на далеком североистоку, као залив унутрашњег мора Хелкар, код подниожја планина Илуин. Неки од Вилењака који су се пробудили код Кујвијенена били су Ингве, Финве, Олве, Елве (Тингол) и Елмо, каснији владари свог народа. 